# Bouville (Essonne)
Bouville  [buvil] je francouzská obec v departementu Essonne v regionu Île-de-France.

## Poloha
Obec Bouville se nachází asi 47 km jihozápadně od Paříže. Obklopují ji obce Villeneuve-sur-Auvers, Boissy-le-Cutté a Orveau na severu, D'Huison-Longueville na severovýchodě, Vayres-sur-Essonne na východě, Valpuiseaux na jihovýchodě, Puiselet-le-Marais na jihu, Morigny-Champigny na jihozápadě a na západě a Auvers-Saint-Georges na severozápadě.

## Vývoj počtu obyvatel
Počet obyvatel